# Sheariella carbonacea
Sheariella carbonacea är en svampart som beskrevs av Petr. 1952. Sheariella carbonacea ingår i släktet Sheariella, divisionen sporsäcksvampar och riket svampar.   Inga underarter finns listade i Catalogue of Life.